# Hexechamaesipho pilsbryi
Hexechamaesipho pilsbryi is een zeepokkensoort uit de familie van de Chthamalidae. De wetenschappelijke naam van de soort werd voor het eerst geldig gepubliceerd in 1936 door Hiro.